# Куцокрил яванський
Куцокри́л яванський (Locustella montis) — вид горобцеподібних птахів родини кобилочкових (Locustellidae). Мешкає в Індонезії і Східному Тиморі.

## Підвиди
Виділяють два підвиди:
- L. m. montis (Hartert, E, 1896) — гори на сході Яви та на Балі;
- L. m. timorensis (Mayr, 1944) — гори на островах Тимор і Алор.

## Поширення і екологія
Яванські куцокрили мешкають в чагарникових заростях на узліссях гірських тропічних лісів. Зустрічаються на висоті від 1200 до 2100 м над рівнем моря. Живляться комахами.